# وزارة الطاقة الذرية (الهند)
وزارة الطاقة الذرية هي إدارة تابعة لرئيس وزراء الهند مباشرة ومقرها في مومباي. تأسست في عام 1954 بموجب أمر رئاسي. تعمل وزارة الطاقة الذرية في تطوير تكنولوجيا الطاقة النووية وتطبيقات تقنيات الإشعاع في مجالات الزراعة والطب والصناعة والبحوث الأساسية.

## نبذة
تتألف وزارة الطاقة الذرية من خمسة مراكز ابحاث وثلاث منظمات صناعية وخمس مؤسسات تابعة للقطاع العام وثلاث منظمات خدمات. تحت إشراف مجلسين لتشجيع وتمويل البحوث الخارجية في المجالات النووية والرياضيات. كما يدعم ثمانية معاهد ذات سمعة دولية تعمل في مجال البحوث في العلوم الأساسية وعلم الفلك والفيزياء الفلكية وأبحاث السرطان والتعليم.
كما أنه يحتوي على مجمع تعليمي يوفر تسهيلات تعليمية لأطفال موظفي الوزارة.

يتم توجيه البرامج المهمة من وزارة الطاقة الذرية بالشكل التالي:
- تعزيز حصة الطاقة النووية في قطاع الطاقة من خلال نشر التقنيات الأصلية والتكنولوجيات المثبتة الأخرى وتطوير مفاعلات سريعة التوليد وكذلك المفاعلات القائمة على الثوريوم مع مرافق دورة الوقود المرتبطة به.
- بناء وتشغيل مفاعلات البحوث لإنتاج النظائر المشعة وبناء مصادر أخرى للإشعاع مثل المعجلات والليزر وتطوير ونشر تطبيقات تكنولوجيا الإشعاع في مجالات الطب والزراعة والصناعة والبحوث الأساسية.
- تطوير التقنيات المتقدمة مثل المعجلات وأجهزة الليزر وأجهزة الكمبيوتر العملاقة والروبوتات والمجالات المتعلقة ببحوث فيوجن والمواد الاستراتيجية والأجهزة وتشجيع نقل التكنولوجيا إلى الصناعة.
- إجراء ودعم البحوث الأساسية في مجال الطاقة النووية ومجالات العلوم ذات الصلة والتفاعل مع الجامعات والمؤسسات الأكاديمية ودعم مشاريع البحث والتطوير التي لها تأثير على برامج وزارة الطاقة الذرية والتعاون الدولي في مجالات البحث المتقدمة ذات الصلة والمساهمة في الأمن القومي.